# Żelazna korona
Żelazna korona (wł. Corona ferrea) – średniowieczny diadem królewski przechowywany w skarbcu katedry św. Jana Chrzciciela w Monzy.
Insygnium to od czasów Królestwa Longobardów było używane do koronacji władców Włoch. W XIX wieku dynastia sabaudzka przyjęła ją jako symbol Królestwa Włoch.

## Historia
Przypuszcza się, że żelazna korona została wykonana na terenie Lombardii w VIII lub IX wieku. Według legendy pierwotnie miała być własnością Gizeli, córki Ludwika I Pobożnego. Jej syn Berengar I miał podarować ten diadem jako wotum do skarbca romańskiej katedry w Monzy. W XVI w. powstała druga legenda jakoby żelazna obręcz wewnątrz diademu została wykuta z gwoździa z krzyża męki Jezusa Chrystusa.
W średniowieczu żelazna korona służyła do koronacji królów niemieckich, którzy w czasie podróży przez Italię, a przed koronacją cesarską w Rzymie byli intronizowani nią na królów Włoch.
W 1805 roku żelazną koroną koronował się w Mediolanie na króla Włoch Napoleon I. W 1838 roku została włożona na głowę króla Lombardii i Wenecji, Ferdynanda I Austriackiego. W 1866 roku Wiktor Emanuel II po zwrocie diademu, który został wywieziony w czasie wojny sardyńsko-austriackiej do Wiednia, przyjął go jako włoską koronę królewską. Sabaudowie jednak się nim nie koronowali. Od XIX wieku służył on jedynie jako korona egzekwialna podczas pogrzebów królów włoskich.

## Opis
Korona ma kształt diademu wykonanego z sześciu złotych płytek połączonych umieszczoną wewnątrz żelazną obręczą (stąd jej nazwa). Każdy segment żelaznej korony zdobią wypukłe kamienie szlachetne – rubiny, szafiry, ametysty oraz dekoracja o motywach roślinnych.